# Grzegorz Białuński
Grzegorz Białuński (ur. 2 kwietnia 1967 w Giżycku, zm. 16 października 2018 w Olsztynie) – polski historyk, profesor nauk humanistycznych, specjalista w zakresie historii osadnictwa na ziemi mazurskiej oraz historii plemion pruskich, prorektor Uniwersytetu Warmińsko-Mazurskiego.

## Praca zawodowa
Syn Franciszka i Grażyny. Po studiach pracował jako nauczyciel historii. Po doktoracie został adiunktem w Ośrodku Badań Naukowych im. W. Kętrzyńskiego w Olsztynie (do 2013). W 2004 został profesorem nadzwyczajnym w Uniwersytecie Warmińsko-Mazurskim w Olsztynie, w Instytucie Historii i Stosunków Międzynarodowych na Wydziale Humanistycznym i kierownikiem Zakładu Historii Krajów Nadbałtyckich. Od 2014 był kierownikiem Katedry Powszechnej Historii Prawa, Prawa Rzymskiego i Komparatystyki Prawniczej na Wydziale Prawa i Administracji UWM
W 2012 został prorektorem ds. kadr UWM.
Tytuł profesora nauk humanistycznych nadał mu prezydent Bronisław Komorowski.
W 2001 odznaczony Srebrnym Krzyżem Zasługi.
Zmarł 16 października 2018. Został pochowany 20 października 2018 na cmentarzu komunalnym w Olsztynie przy ul. Poprzecznej.

## Publikacje
- Studia z dziejów plemion pruskich i jaćwieskich (1999)
- Przemiany społeczno-ludnościowe południowo-wschodnich Prus Krzyżackich i Książęcych do 1568 r. (2001)
- Kolonizacja Wielkiej Puszczy (do 1568 roku) - starostwa piskie, ełckie, straduńskie, zelkowskie i węgobroskie (węgorzewskie) (2002)
- Ród Prusa Kleca ze szczególnym uwzględnieniem rodziny von Pfeilsdorfów-Pilewskich (2006)